# Bandera de Sant Feliu Sasserra
La bandera oficial de Sant Feliu Sasserra (Bages) té la següent descripció:
Bandera apaïsada, de proporcions dos d'alt per tres de llarg, dividida en dues faixes iguals, blanca la superior i blava la inferior, separades per una línia trencada de 18 segments d'alçària 1/6 de la del drap amb els vèrtexs separats per 1/9 de l'ample.
Va ser aprovada en el Ple de l'Ajuntament del 29 de novembre de 2000, i publicat en el DOGC el 6 de febrer de 2001 amb el número 3321.